# 24 Heures de Daytona 2022
Navigation
Édition précédente Édition suivante
Les 24 Heures de Daytona 2022 (2022 Rolex 24 Hours of Daytona), disputées les 29 janvier 2022 et 30 janvier 2022 sur le Daytona International Speedway, sont la soixantième édition de cette épreuve, la cinquante-sixième sur un format de vingt-quatre heures, et la première manche du WeatherTech SportsCar Championship 2022.

## Engagés
La liste des engagés est dévoilée le 12 janvier 2022.
| No.     | Pays | Écurie                                    | Voiture                      | Pilotes                  | Pilotes                | Pilotes               | Pilotes               |
| DPi     | DPi  | DPi                                       | DPi                          | DPi                      | DPi                    | DPi                   | DPi                   |
| ------- | ---- | ----------------------------------------- | ---------------------------- | ------------------------ | ---------------------- | --------------------- | --------------------- |
| 01      |      | Cadillac Racing                           | Cadillac DPi-V.R             | Sébastien Bourdais       | Renger van der Zande   | Scott Dixon           | Álex Palou            |
| 02      |      | Cadillac Racing                           | Cadillac DPi-V.R             | Earl Bamber              | Alex Lynn              | Marcus Ericsson       | Kevin Magnussen       |
| 5       |      | JDC Miller Motorsports                    | Cadillac DPi-V.R             | Tristan Vautier          | Richard Westbrook      | Loïc Duval            | Ben Keating           |
| 10      |      | Konica Minolta Acura ARX-05               | Acura ARX-05                 | Filipe Albuquerque       | Ricky Taylor           | Will Stevens          | Alexander Rossi       |
| 31      |      | Whelen Engineering Racing                 | Cadillac DPi-V.R             | Pipo Derani              | Tristan Nunez          | Mike Conway           |                       |
| 48      |      | Ally Cadillac Racing                      | Cadillac DPi-V.R             | Jimmie Johnson           | Kamui Kobayashi        | Mike Rockenfeller     | José María López      |
| 60      |      | Meyer Shank Racing avec Curb Agajanian    | Acura ARX-05                 | Tom Blomqvist            | Oliver Jarvis          | Hélio Castroneves     | Simon Pagenaud        |
| LMP2    |      |                                           |                              |                          |                        |                       |                       |
| 8       |      | Tower Motorsport                          | Oreca 07                     | Louis Delétraz           | John Farano            | Rui Andrade           | Ferdinand Habsburg    |
| 11      |      | PR1/Mathiasen Motorsports                 | Oreca 07                     | Jonathan Bomarito        | Steven Thomas          | Josh Pierson          | Harry Tincknell       |
| 18      |      | Era Motorsport                            | Oreca 07                     | Ryan Dalziel             | Dwight Merriman        | Kyle Tilley           | Paul-Loup Chatin      |
| 20      |      | High Class Racing                         | Oreca 07                     | Dennis Andersen          | Anders Fjordbach       | Fabio Scherer         | Nico Müller           |
| 22      |      | United Autosports                         | Oreca 07                     | Phil Hanson              | James McGuire          | Guy Smith             | Will Owen             |
| 29      |      | Racing Team Nederland                     | Oreca 07                     | Frits van Eerd           | Giedo van der Garde    | Dylan Murry           | Rinus VeeKay          |
| 52      |      | PR1/Mathiasen Motorsports                 | Oreca 07                     | Scott Huffaker           | Mikkel Jensen          | Ben Keating           | Nicolas Lapierre      |
| 68      |      | G-Drive Racing by APR                     | Oreca 07                     | François Hériau          | Ed Jones               | Oliver Rasmussen      | René Rast             |
| 69      |      | G-Drive Racing by APR                     | Oreca 07                     | James Allen              | John Falb              | Luca Ghiotto          | Tijmen van der Helm   |
| 81      |      | DragonSpeed USA                           | Oreca 07                     | Devlin DeFrancesco       | Colton Herta           | Eric Lux              | Patricio O'Ward       |
| LMP3    |      |                                           |                              |                          |                        |                       |                       |
| 6       |      | Mühlner Motorsports America               | Duqueine M30 - D08           | Efrin Castro             | Moritz Kranz           | Joel Miller           | Ayrton Ori            |
| 7       |      | Forty7 Motorsports                        | Duqueine M30 - D08           | Antoine Doquin           | Mark Kvamme            | Austin McCusker       | Trenton Estep (en)    |
| 13      |      | AWA                                       | Duqueine M30 - D08           | Orey Fidani              | Kuno Wittmer (en)      | Lars Kern             | Matthew Bell          |
| 26      |      | Mühlner Motorsports America               | Duqueine M30 - D08           | Charles Crews            | Cameron Shields (en)   | Nolan Siegel (en)     | Ugo de Wilde          |
| 33      |      | Sean Creech Motorsport                    | Ligier JS P320               | João Barbosa             | Lance Willsey          | Malthe Jakobsen       | Sebastian Priaulx     |
| 36      |      | Andretti Autosport                        | Ligier JS P320               | Jarett Andretti (en)     | Josh Burdon (en)       | Gabby Chaves          | Rasmus Lindh (en)     |
| 38      |      | Performance Tech Motorsports              | Ligier JS P320               | Hikaru Abe               | Garett Grist           | Daniel Goldberg       | Nico Pino             |
| 54      |      | CORE Autosport                            | Ligier JS P320               | Jon Bennett (en)         | Colin Braun            | George Kurtz          | Niclas Jönsson        |
| 74      |      | 74 Ranch Resort by Riley Motorsports      | Ligier JS P320               | Felipe Fraga             | Gar Robinson           | Kay van Berlo         | Michael Cooper (en)   |
| GTD Pro |      |                                           |                              |                          |                        |                       |                       |
| 2       |      | KCMG                                      | Porsche 911 GT3 R            | Dennis Olsen             | Patrick Pilet          | Alexandre Imperatori  | Laurens Vanthoor      |
| 3       |      | Corvette Racing                           | Cherolet Corvette C8.R       | Antonio García           | Jordan Taylor          | Nicky Catsburg        |                       |
| 4       |      | Corvette Racing                           | Cherolet Corvette C8.R       | Tommy Milner             | Marco Sørensen         | Nick Tandy            |                       |
| 9       |      | Pfaff Motorsports                         | Porsche 911 GT3 R            | Matt Campbell            | Mathieu Jaminet        | Felipe Nasr           |                       |
| 14      |      | Vasser-Sullivan Racing                    | Lexus RC F GT3               | Ben Barnicoat            | Jack Hawksworth        | Kyle Kirkwood         |                       |
| 15      |      | Proton USA                                | Mercedes-AMG GT3 Evo         | Patrick Assenheimer (de) | Austin Cindric         | Dirk Müller           |                       |
| 23      |      | Heart of Racing Team                      | Aston Martin Vantage AMR GT3 | Ross Gunn                | Alex Riberas           | Maxime Martin         |                       |
| 24      |      | BMW M Team RLL                            | BMW M4 GT3                   | Philipp Eng              | Marco Wittmann         | Nick Yelloly          | Sheldon van der Linde |
| 25      |      | BMW M Team RLL                            | BMW M4 GT3                   | John Edwards             | Augusto Farfus         | Connor De Phillippi   | Jesse Krohn           |
| 62      |      | Risi Competizione                         | Ferrari 488 GT3 2020         | James Calado             | Alessandro Pier Guidi  | Davide Rigon          | Daniel Serra          |
| 63      |      | TR3 Racing                                | Lamborghini Huracán GT3 Evo  | Mirko Bortolotti         | Andrea Caldarelli      | Rolf Ineichen         | Marco Mapelli (en)    |
| 79      |      | WeatherTech Racing                        | Porsche 911 GT3 R            | Julien Andlauer          | Cooper MacNeil         | Matteo Cairoli        | Alessio Picariello    |
| 97      |      | WeatherTech Racing                        | Mercedes-AMG GT3 Evo         | Maro Engel               | Jules Gounon           | Daniel Juncadella     | Cooper MacNeil        |
| GTD     |      |                                           |                              |                          |                        |                       |                       |
| 12      |      | Vasser-Sullivan Racing                    | Lexus RC F GT3               | Frankie Montecalvo       | Aaron Telitz           | Richard Heistand (de) | Townsend Bell         |
| 16      |      | Wright Motorsports                        | Porsche 911 GT3 R            | Ryan Hardwick            | Jan Heylen             | Zacharie Robichon     | Richard Lietz         |
| 19      |      | TR3 Racing                                | Lamborghini Huracán GT3 Evo  | Giacomo Altoè (en)       | John Megrue            | Jeff Segal            | Bill Sweedler (de)    |
| 21      |      | AF Corse                                  | Ferrari 488 GT3 2020         | Simon Mann               | Nicklas Nielsen        | Luís Pérez Companc    | Toni Vilander         |
| 27      |      | Heart of Racing Team                      | Aston Martin Vantage AMR GT3 | Roman De Angelis (en)    | Tom Gamble             | Ian James             | Darren Turner         |
| 28      |      | Alegra Motorsports                        | Mercedes-AMG GT3 Evo         | Daniel Morad             | Michael de Quesada     | Maximilian Götz       | Linus Lundqvist       |
| 32      |      | Gilbert / Korthoff Motorsports            | Mercedes-AMG GT3 Evo         | Scott Andrews            | Steven McAleer         | Mike Skeen (en)       | James Davison         |
| 34      |      | GMG Racing                                | Porsche 911 GT3 R            | Klaus Bachler            | Jeroen Bleekemolen     | James Sofronas (en)   | Kyle Washington       |
| 39      |      | CarBahn Motorsports avec Peregrine Racing | Lamborghini Huracán GT3 Evo  | Robert Megennis          | Jeff Westphal          | Corey Lewis           | Sandy Mitchell (en)   |
| 42      |      | NTe Sport                                 | Lamborghini Huracán GT3 Evo  | Jaden Conwright          | Benjamín Hites (es)    | Markus Palttala       | Don Yount             |
| 44      |      | Magnus Racing                             | Aston Martin Vantage AMR GT3 | Jonathan Adam            | Andy Lally             | John Potter           | Spencer Pumpelly      |
| 47      |      | Cetilar Racing                            | Ferrari 488 GT3 2020         | Antonio Fuoco            | Roberto Lacorte        | Giorgio Sernagiotto   | Alessio Rovera        |
| 57      |      | Winward Racing                            | Mercedes-AMG GT3 Evo         | Lucas Auer               | Philip Ellis           | Mikaël Grenier        | Russell Ward (en)     |
| 59      |      | Crucial Motorsports                       | McLaren 720S GT3             | Lance Bergstein          | Patrick Gallagher (en) | Paul Holton           | Jon Miller            |
| 64      |      | Team TGM                                  | Porsche 911 GT3 R            | Ted Giovanis             | Hugh Plumb             | Matt Plumb (en)       | Owen Trinkler         |
| 66      |      | Gradient Racing                           | Acura NSX GT3 Evo 22         | Till Bechtolsheimer      | Mario Farnbacher       | Kyffin Simpson        | Marc Miller (en)      |
| 70      |      | Inception Racing                          | McLaren 720S GT3             | Brendan Iribe            | Ollie Millroy          | Jordan Pepper         | Frederik Schandorff   |
| 71      |      | T3 Motorsport North America               | Lamborghini Huracán GT3 Evo  | Misha Goikhberg          | Matteo Llarena         | Maximilian Paul       | Franck Perera         |
| 75      |      | SunEnergy1 Racing                         | Mercedes-AMG GT3 Evo         | Fabian Schiller (en)     | Kenny Habul            | Raffaele Marciello    | Luca Stolz (en)       |
| 96      |      | Turner Motorsport                         | BMW M4 GT3                   | Bill Auberlen            | Robby Foley            | Michael Dinan         | Jens Klingmann        |
| 98      |      | Northwest AMR                             | Aston Martin Vantage AMR GT3 | Paul Dalla Lana          | Charlie Eastwood       | David Pittard         | Nicki Thiim           |
| 99      |      | Team Hardpoint                            | Porsche 911 GT3 R            | Rob Ferriol              | Katherine Legge        | Stefan Wilson         | Nick Boulle           |

Championnat dans lequel la voiture est engagée :
- WeatherTech SportsCar Championship
- Michelin Endurance Cup
- Daytona seulement

### Pilotes par nationalité
| 75 Américains | 30 Britanniques | 14 Allemands    | 14 Italiens   | 13 Français     |
| 11 Canadiens  | 9 Danois        | 8 Néerlandais   | 6 Australiens | 6 Brésiliens    |
| 5 Autrichiens | 5 Belges        | 5 Suisses       | 4 Espagnols   | 4 Suédois       |
| 3 Finlandais  | 2 Argentins     | 2 Chiliens      | 2 Japonais    | 2 Néo-Zélandais |
| 2 Portugais   | 2 Sud-Africains | 1 Angolais      | 1 Barbadien   | 1 Colombien     |
| 1 Dominicain  | 1 Émirien       | 1 Guatémaltèque | 1 Guernesiais | 1 Irlandais     |
| 1 Mexicain    | 1 Norvégien     |                 |               |                 |

## Qualifications
| Pos. | Classe  | N° | Équipe                                    | Pilote                | Temps          | Gril. |
| 1    | DPi     | 5  | JDC Miller Motorsports                    | Tristan Vautier       | 1 min 34 s 034 | 1     |
| 2    | DPi     | 10 | Konica Minolta Acura ARX-05               | Filipe Albuquerque    | 1 min 34 s 156 | 7     |
| 3    | DPi     | 02 | Cadillac Racing                           | Alex Lynn             | 1 min 34 s 259 | 2     |
| 4    | DPi     | 31 | Whelen Engineering Racing                 | Tristan Nunez         | 1 min 34 s 440 | 3     |
| 5    | DPi     | 48 | Ally Cadillac Racing                      | Jimmie Johnson        | 1 min 34 s 941 | 4     |
| 6    | DPi     | 60 | Meyer Shank Racing avec Curb Agajanian    | Tom Blomqvist         | 1 min 35 s 407 | 5     |
| 7    | LMP2    | 52 | PR1/Mathiasen Motorsports                 | Ben Keating           | 1 min 37 s 296 | 8     |
| 8    | LMP2    | 11 | PR1/Mathiasen Motorsports                 | Steven Thomas         | 1 min 37 s 933 | 9     |
| 9    | LMP2    | 20 | High Class Racing                         | Dennis Andersen       | 1 min 38 s 175 | 10    |
| 10   | DPi     | 01 | Cadillac Racing                           | Renger van der Zande  | 1 min 38 s 593 | 6     |
| 11   | LMP2    | 68 | G-Drive Racing par APR                    | François Hériau       | 1 min 38 s 876 | 11    |
| 12   | LMP2    | 69 | G-Drive Racing par APR                    | John Falb             | 1 min 38 s 929 | 12    |
| 13   | LMP2    | 81 | DragonSpeed USA                           | Eric Lux              | 1 min 38 s 987 | 13    |
| 14   | LMP2    | 29 | Racing Team Nederland                     | Frits van Eerd        | 1 min 40 s 044 | 14    |
| 15   | LMP2    | 8  | Tower Motorsport                          | John Farano           | 1 min 40 s 091 | 15    |
| 16   | LMP2    | 18 | Era Motorsport                            | Dwight Merriman       | 1 min 40 s 668 | 16    |
| 17   | LMP3    | 26 | Mühlner Motorsports America               | Cameron Shields (en)  | 1 min 42 s 182 | 18    |
| 18   | LMP3    | 38 | Performance Tech Motorsports              | Nico Pino             | 1 min 42 s 468 | 19    |
| 19   | LMP3    | 36 | Andretti Autosport                        | Jarett Andretti (en)  | 1 min 43 s 783 | 20    |
| 20   | LMP3    | 6  | Mühlner Motorsports America               | Ayrton Ori            | 1 min 43 s 799 | 21    |
| 21   | LMP3    | 54 | CORE Autosport                            | Jon Bennett (en)      | 1 min 44 s 783 | 22    |
| 22   | LMP3    | 33 | Sean Creech Motorsport                    | Lance Willsey         | 1 min 46 s 053 | 23    |
| 23   | LMP2    | 22 | United Autosports                         | James McGuire         | 1 min 46 s 112 | 17    |
| 24   | GTD Pro | 2  | KCMG                                      | Alexandre Imperatori  | 1 min 46 s 136 | 27    |
| 25   | GTD Pro | 9  | Pfaff Motorsports                         | Mathieu Jaminet       | 1 min 46 s 199 | 28    |
| 26   | GTD     | 75 | SunEnergy1 Racing                         | Kenny Habul           | 1 min 46 s 313 | 29    |
| 27   | GTD     | 57 | Winward Racing                            | Russell Ward (en)     | 1 min 46 s 464 | 30    |
| 28   | LMP3    | 13 | AWA                                       | Orey Fidani           | 1 min 46 s 545 | 24    |
| 29   | GTD Pro | 63 | TR3 Racing                                | Andrea Caldarelli     | 1 min 46 s 577 | 31    |
| 30   | GTD Pro | 23 | Heart of Racing Team                      | Ross Gunn             | 1 min 46 s 683 | 32    |
| 31   | GTD     | 59 | Crucial Motorsports                       | Jon Miller            | 1 min 46 s 800 | 33    |
| 32   | GTD Pro | 62 | Risi Competizione                         | Davide Rigon          | 1 min 46 s 805 | 34    |
| 33   | GTD Pro | 14 | Vasser-Sullivan Racing                    | Ben Barnicoat         | 1 min 46 s 833 | 35    |
| 34   | GTD Pro | 97 | WeatherTech Racing                        | Maro Engel            | 1 min 47 s 017 | 36    |
| 35   | GTD     | 28 | Alegra Motorsports                        | Michael de Quesada    | 1 min 47 s 075 | 37    |
| 36   | GTD Pro | 24 | BMW M Team RLL                            | Sheldon van der Linde | 1 min 47 s 198 | 38    |
| 37   | LMP3    | 7  | Forty7 Motorsports                        | Mark Kvamme           | 1 min 47 s 220 | 25    |
| 38   | GTD Pro | 79 | WeatherTech Racing                        | Julien Andlauer       | 1 min 47 s 226 | 39    |
| 39   | GTD     | 47 | Cetilar Racing                            | Roberto Lacorte       | 1 min 47 s 271 | 40    |
| 40   | GTD     | 12 | Vasser-Sullivan Racing                    | Frankie Montecalvo    | 1 min 47 s 625 | 41    |
| 41   | GTD Pro | 4  | Corvette Racing                           | Tommy Milner          | 1 min 47 s 661 | 42    |
| 42   | GTD Pro | 3  | Corvette Racing                           | Antonio García        | 1 min 47 s 894 | 43    |
| 43   | GTD     | 70 | Inception Racing                          | Brendan Iribe         | 1 min 47 s 930 | 44    |
| 44   | GTD     | 44 | Magnus Racing                             | John Potter           | 1 min 48 s 014 | 45    |
| 45   | GTD Pro | 25 | BMW M Team RLL                            | John Edwards          | 1 min 48 s 082 | 46    |
| 46   | GTD     | 21 | AF Corse                                  | Luís Pérez Companc    | 1 min 48 s 125 | 47    |
| 47   | GTD     | 71 | T3 Motorsport North America               | Misha Goikhberg       | 1 min 48 s 586 | 48    |
| 48   | GTD     | 16 | Wright Motorsports                        | Ryan Hardwick         | 1 min 49 s 747 | 49    |
| 49   | GTD     | 42 | NTe Sport                                 | Don Yount             | 1 min 51 s 790 | 61    |
| 50   | GTD     | 39 | CarBahn Motorsports avec Peregrine Racing | Robert Megennis       | 1 min 54 s 042 | 50    |
| 51   | GTD     | 32 | Gilbert / Korthoff Motorsports            | Mike Skeen (en)       | 1 min 54 s 796 | 51    |
| 52   | GTD     | 98 | Northwest AMR                             | Paul Dalla Lana       | 1 min 54 s 870 | 52    |
| 53   | GTD     | 96 | Turner Motorsport                         | Robby Foley           | 1 min 55 s 147 | 53    |
| 54   | GTD     | 19 | TR3 Racing                                | John Megrue           | 1 min 58 s 809 | 54    |
| 55   | LMP3    | 74 | Riley Motorsports                         |                       | –              | 26    |
| 56   | GTD     | 27 | Heart of Racing Team                      |                       | –              | 55    |
| 57   | GTD     | 99 | Team Hardpoint                            |                       | –              | 56    |
| 58   | GTD Pro | 15 | Proton USA                                |                       | –              | 57    |
| 59   | GTD     | 66 | Gradient Racing                           |                       | –              | 58    |
| 60   | GTD     | 34 | GMG Racing                                |                       | –              | 59    |
| 61   | GTD     | 64 | Team TGM                                  |                       | –              | 60    |

## Classement de la course de qualifications
Voici le classement provisoire au terme de la course.
- Les vainqueurs de chaque catégorie sont signalés par un fond jauni.
- Pour la colonne Pneus, il faut passer le curseur au-dessus du modèle pour connaître le manufacturier de pneumatiques.

| Pos  | Classe  | no | Écurie                                    | Pilotes                                 | Châssis                            | Pneus | Tours | Temps              |
| ---- | ------- | -- | ----------------------------------------- | --------------------------------------- | ---------------------------------- | ----- | ----- | ------------------ |
| Pos  | Classe  | no | Écurie                                    | Pilotes                                 | Moteur                             | Pneus | Tours | Temps              |
| 1    | DPi     | 10 | Konica Minolta Acura ARX-05               | Filipe Albuquerque Ricky Taylor         | Acura ARX-05                       | M     | 61    | --                 |
| 1    | DPi     | 10 | Konica Minolta Acura ARX-05               | Filipe Albuquerque Ricky Taylor         | Acura AR35TT 3,5 L V6 Turbo        | M     | 61    | --                 |
| 2    | DPi     | 5  | JDC Miller Motorsports                    | Tristan Vautier Richard Westbrook       | Cadillac DPi-V.R                   | M     | 61    | + 7 s 900          |
| 2    | DPi     | 5  | JDC Miller Motorsports                    | Tristan Vautier Richard Westbrook       | Cadillac 5,5 L V8 Atmo             | M     | 61    | + 7 s 900          |
| 3    | DPi     | 48 | Ally Cadillac Racing                      | Jimmie Johnson Kamui Kobayashi          | Cadillac DPi-V.R                   | M     | 61    | + 9 s 569          |
| 3    | DPi     | 48 | Ally Cadillac Racing                      | Jimmie Johnson Kamui Kobayashi          | Cadillac 5,5 L V8 Atmo             | M     | 61    | + 9 s 569          |
| 4    | DPi     | 60 | Meyer Shank Racing avec Curb Agajanian    | Tom Blomqvist Oliver Jarvis             | Acura ARX-05                       | M     | 61    | + 15 s 643         |
| 4    | DPi     | 60 | Meyer Shank Racing avec Curb Agajanian    | Tom Blomqvist Oliver Jarvis             | Acura AR35TT 3,5 L V6 Turbo        | M     | 61    | + 15 s 643         |
| 5    | DPi     | 01 | Cadillac Racing                           | Sébastien Bourdais Renger van der Zande | Cadillac DPi-V.R                   | M     | 61    | + 22 s 680         |
| 5    | DPi     | 01 | Cadillac Racing                           | Sébastien Bourdais Renger van der Zande | Cadillac 5,5 L V8 Atmo             | M     | 61    | + 22 s 680         |
| 6    | DPi     | 02 | Cadillac Racing                           | Earl Bamber Alex Lynn                   | Cadillac DPi-V.R                   | M     | 61    | + 25 s 550         |
| 6    | DPi     | 02 | Cadillac Racing                           | Earl Bamber Alex Lynn                   | Cadillac 5,5 L V8 Atmo             | M     | 61    | + 25 s 550         |
| 7    | DPi     | 31 | Whelen Engineering Racing                 | Pipo Derani Tristan Nunez               | Cadillac DPi-V.R                   | M     | 61    | + 56 s 737         |
| 7    | DPi     | 31 | Whelen Engineering Racing                 | Pipo Derani Tristan Nunez               | Cadillac 5,5 L V8 Atmo             | M     | 61    | + 56 s 737         |
| 8    | LMP2    | 52 | PR1/Mathiasen Motorsports                 | Mikkel Jensen Ben Keating               | Oreca 07                           | M     | 60    | + 1 tour           |
| 8    | LMP2    | 52 | PR1/Mathiasen Motorsports                 | Mikkel Jensen Ben Keating               | Gibson GK428 4,2 L V8 Atmo         | M     | 60    | + 1 tour           |
| 9    | LMP2    | 11 | PR1/Mathiasen Motorsports                 | Jonathan Bomarito Steven Thomas         | Oreca 07                           | M     | 60    | + 1 tour           |
| 9    | LMP2    | 11 | PR1/Mathiasen Motorsports                 | Jonathan Bomarito Steven Thomas         | Gibson GK428 4,2 L V8 Atmo         | M     | 60    | + 1 tour           |
| 10   | LMP2    | 68 | G-Drive Racing par APR                    | François Hériau René Rast               | Oreca 07                           | M     | 60    | + 1 tour           |
| 10   | LMP2    | 68 | G-Drive Racing par APR                    | François Hériau René Rast               | Gibson GK428 4,2 L V8 Atmo         | M     | 60    | + 1 tour           |
| 11   | LMP2    | 20 | High Class Racing                         | Dennis Andersen Fabio Scherer           | Oreca 07                           | M     | 60    | + 1 tour           |
| 11   | LMP2    | 20 | High Class Racing                         | Dennis Andersen Fabio Scherer           | Gibson GK428 4,2 L V8 Atmo         | M     | 60    | + 1 tour           |
| 12   | LMP2    | 81 | DragonSpeed USA                           | Devlin DeFrancesco Eric Lux             | Oreca 07                           | M     | 60    | + 1 tour           |
| 12   | LMP2    | 81 | DragonSpeed USA                           | Devlin DeFrancesco Eric Lux             | Gibson GK428 4,2 L V8 Atmo         | M     | 60    | + 1 tour           |
| 13   | LMP2    | 29 | Racing Team Nederland                     | Frits van Eerd Dylan Murry              | Oreca 07                           | M     | 60    | + 1 tour           |
| 13   | LMP2    | 29 | Racing Team Nederland                     | Frits van Eerd Dylan Murry              | Gibson GK428 4,2 L V8 Atmo         | M     | 60    | + 1 tour           |
| 14   | LMP2    | 69 | G-Drive Racing par APR                    | James Allen John Falb                   | Oreca 07                           | M     | 59    | + 2 tours          |
| 14   | LMP2    | 69 | G-Drive Racing par APR                    | James Allen John Falb                   | Gibson GK428 4,2 L V8 Atmo         | M     | 59    | + 2 tours          |
| 15   | LMP2    | 8  | Tower Motorsport                          | Louis Delétraz John Farano              | Oreca 07                           | M     | 59    | + 2 tours          |
| 15   | LMP2    | 8  | Tower Motorsport                          | Louis Delétraz John Farano              | Gibson GK428 4,2 L V8 Atmo         | M     | 59    | + 2 tours          |
| 16   | LMP2    | 22 | United Autosports                         | James McGuire Will Owen                 | Oreca 07                           | M     | 59    | + 2 tours          |
| 16   | LMP2    | 22 | United Autosports                         | James McGuire Will Owen                 | Gibson GK428 4,2 L V8 Atmo         | M     | 59    | + 2 tours          |
| 17   | LMP3    | 36 | Andretti Autosport                        | Jarett Andretti (en) Josh Burdon (en)   | Ligier JS P320                     | M     | 57    | + 4 tours          |
| 17   | LMP3    | 36 | Andretti Autosport                        | Jarett Andretti (en) Josh Burdon (en)   | Nissan VK56DE 5,6 L V8 Atmo        | M     | 57    | + 4 tours          |
| 18   | LMP3    | 6  | Mühlner Motorsports America               | Moritz Kranz Ayrton Ori                 | Duqueine M30 - D08                 | M     | 56    | + 5 tours          |
| 18   | LMP3    | 6  | Mühlner Motorsports America               | Moritz Kranz Ayrton Ori                 | Nissan VK56DE 5,6 L V8 Atmo        | M     | 56    | + 5 tours          |
| 19   | LMP3    | 13 | AWA                                       | Orey Fidani Kuno Wittmer (en)           | Duqueine M30 - D08                 | M     | 56    | + 5 tours          |
| 19   | LMP3    | 13 | AWA                                       | Orey Fidani Kuno Wittmer (en)           | Nissan VK56DE 5,6 L V8 Atmo        | M     | 56    | + 5 tours          |
| 20   | GTD Pro | 63 | TR3 Racing                                | Mirko Bortolotti Andrea Caldarelli      | Lamborghini Huracán GT3 Evo        | M     | 56    | + 5 tours          |
| 20   | GTD Pro | 63 | TR3 Racing                                | Mirko Bortolotti Andrea Caldarelli      | Lamborghini 5,2 L V10 Atmo         | M     | 56    | + 5 tours          |
| 21   | GTD Pro | 9  | Pfaff Motorsports                         | Mathieu Jaminet Felipe Nasr             | Porsche 911 GT3 R                  | M     | 56    | + 5 tours          |
| 21   | GTD Pro | 9  | Pfaff Motorsports                         | Mathieu Jaminet Felipe Nasr             | Porsche 4,0 L Flat-6 Atmo          | M     | 56    | + 5 tours          |
| 22   | GTD     | 57 | Winward Racing                            | Lucas Auer Russell Ward (en)            | Mercedes-AMG GT3 Evo               | M     | 56    | + 5 tours          |
| 22   | GTD     | 57 | Winward Racing                            | Lucas Auer Russell Ward (en)            | Mercedes-Benz M159 6,2 L V8 Atmo   | M     | 56    | + 5 tours          |
| 23   | GTD     | 59 | Crucial Motorsports                       | Paul Holton Jon Miller                  | McLaren 720S GT3                   | M     | 56    | + 5 tours          |
| 23   | GTD     | 59 | Crucial Motorsports                       | Paul Holton Jon Miller                  | McLaren M840T 4,0 l V8 Bi-Turbo    | M     | 56    | + 5 tours          |
| 24   | GTD Pro | 15 | Proton USA                                | Austin Cindric Dirk Müller              | Mercedes-AMG GT3 Evo               | M     | 56    | + 5 tours          |
| 24   | GTD Pro | 15 | Proton USA                                | Austin Cindric Dirk Müller              | Mercedes-Benz M159 6,2 L V8 Atmo   | M     | 56    | + 5 tours          |
| 25   | GTD Pro | 79 | WeatherTech Racing                        | Julien Andlauer Alessio Picariello      | Porsche 911 GT3 R                  | M     | 56    | + 5 tours          |
| 25   | GTD Pro | 79 | WeatherTech Racing                        | Julien Andlauer Alessio Picariello      | Porsche 4,0 L Flat-6 Atmo          | M     | 56    | + 5 tours          |
| 26   | GTD Pro | 97 | WeatherTech Racing                        | Maro Engel Jules Gounon                 | Mercedes-AMG GT3 Evo               | M     | 56    | + 5 tours          |
| 26   | GTD Pro | 97 | WeatherTech Racing                        | Maro Engel Jules Gounon                 | Mercedes-Benz M159 6,2 L V8 Atmo   | M     | 56    | + 5 tours          |
| 27   | GTD Pro | 23 | Heart of Racing Team                      | Ross Gunn Alex Riberas                  | Aston Martin Vantage AMR GT3       | M     | 55    | + 6 tours          |
| 27   | GTD Pro | 23 | Heart of Racing Team                      | Ross Gunn Alex Riberas                  | Aston Martin 4,0 L V8 Turbo        | M     | 55    | + 6 tours          |
| 28   | GTD Pro | 14 | Vasser-Sullivan Racing                    | Ben Barnicoat Kyle Kirkwood             | Lexus RC F GT3                     | M     | 55    | + 6 tours          |
| 28   | GTD Pro | 14 | Vasser-Sullivan Racing                    | Ben Barnicoat Kyle Kirkwood             | Lexus 5,0 L V8 Atmo                | M     | 55    | + 6 tours          |
| 29   | GTD     | 12 | Vasser-Sullivan Racing                    | Frankie Montecalvo Townsend Bell        | Lexus RC F GT3                     | M     | 55    | + 6 tours          |
| 29   | GTD     | 12 | Vasser-Sullivan Racing                    | Frankie Montecalvo Townsend Bell        | Lexus 5,0 L V8 Atmo                | M     | 55    | + 6 tours          |
| 30   | GTD     | 75 | SunEnergy1 Racing                         | Kenny Habul Raffaele Marciello          | Mercedes-AMG GT3 Evo               | M     | 55    | + 6 tours          |
| 30   | GTD     | 75 | SunEnergy1 Racing                         | Kenny Habul Raffaele Marciello          | Mercedes-Benz M159 6,2 L V8 Atmo   | M     | 55    | + 6 tours          |
| 31   | GTD     | 32 | Gilbert / Korthoff Motorsports            | Guy Cosmo Mike Skeen (en)               | Mercedes-AMG GT3 Evo               | M     | 55    | + 6 tours          |
| 31   | GTD     | 32 | Gilbert / Korthoff Motorsports            | Guy Cosmo Mike Skeen (en)               | Mercedes-Benz M159 6,2 L V8 Atmo   | M     | 55    | + 6 tours          |
| 32   | GTD Pro | 3  | Corvette Racing                           | Antonio García Jordan Taylor            | Cherolet Corvette C8.R             | M     | 55    | + 6 tours          |
| 32   | GTD Pro | 3  | Corvette Racing                           | Antonio García Jordan Taylor            | Chevrolet 5,5 L V8 Atmo            | M     | 55    | + 6 tours          |
| 33   | GTD     | 28 | Alegra Motorsports                        | Michael de Quesada Linus Lundqvist      | Mercedes-AMG GT3 Evo               | M     | 55    | + 6 tours          |
| 33   | GTD     | 28 | Alegra Motorsports                        | Michael de Quesada Linus Lundqvist      | Mercedes-Benz M159 6,2 L V8 Atmo   | M     | 55    | + 6 tours          |
| 34   | GTD     | 70 | Inception Racing                          | Brendan Iribe Ollie Millroy             | McLaren 720S GT3                   | M     | 55    | + 6 tours          |
| 34   | GTD     | 70 | Inception Racing                          | Brendan Iribe Ollie Millroy             | McLaren M840T 4,0 l V8 Bi-Turbo    | M     | 55    | + 6 tours          |
| 35   | LMP3    | 7  | Forty7 Motorsports                        | Antoine Doquin Mark Kvamme              | Duqueine M30 - D08                 | M     | 55    | + 6 tours          |
| 35   | LMP3    | 7  | Forty7 Motorsports                        | Antoine Doquin Mark Kvamme              | Nissan VK56DE 5,6 L V8 Atmo        | M     | 55    | + 6 tours          |
| 36   | GTD     | 39 | CarBahn Motorsports avec Peregrine Racing | Robert Megennis Sandy Mitchell (en)     | Lamborghini Huracán GT3 Evo        | M     | 55    | + 6 tours          |
| 36   | GTD     | 39 | CarBahn Motorsports avec Peregrine Racing | Robert Megennis Sandy Mitchell (en)     | Lamborghini 5,2 L V10 Atmo         | M     | 55    | + 6 tours          |
| 37   | GTD Pro | 4  | Corvette Racing                           | Tommy Milner Marco Sørensen             | Cherolet Corvette C8.R             | M     | 55    | + 6 tours          |
| 37   | GTD Pro | 4  | Corvette Racing                           | Tommy Milner Marco Sørensen             | Chevrolet 5,5 L V8 Atmo            | M     | 55    | + 6 tours          |
| 38   | GTD     | 44 | Magnus Racing                             | Andy Lally John Potter                  | Aston Martin Vantage AMR GT3       | M     | 55    | + 6 tours          |
| 38   | GTD     | 44 | Magnus Racing                             | Andy Lally John Potter                  | Aston Martin 4,0 L V8 Turbo        | M     | 55    | + 6 tours          |
| 39   | GTD     | 98 | Northwest AMR                             | Paul Dalla Lana David Pittard           | Aston Martin Vantage AMR GT3       | M     | 55    | + 6 tours          |
| 39   | GTD     | 98 | Northwest AMR                             | Paul Dalla Lana David Pittard           | Aston Martin 4,0 L V8 Turbo        | M     | 55    | + 6 tours          |
| 40   | GTD Pro | 2  | KCMG                                      | Patrick Pilet Alexandre Imperatori      | Porsche 911 GT3 R                  | M     | 55    | + 6 tours          |
| 40   | GTD Pro | 2  | KCMG                                      | Patrick Pilet Alexandre Imperatori      | Porsche 4,0 L Flat-6 Atmo          | M     | 55    | + 6 tours          |
| 41   | GTD     | 16 | Wright Motorsports                        | Ryan Hardwick Jan Heylen                | Porsche 911 GT3 R                  | M     | 55    | + 6 tours          |
| 41   | GTD     | 16 | Wright Motorsports                        | Ryan Hardwick Jan Heylen                | Porsche 4,0 L Flat-6 Atmo          | M     | 55    | + 6 tours          |
| 42   | GTD     | 47 | Cetilar Racing                            | Roberto Lacorte Alessio Rovera          | Ferrari 488 GT3 2020               | M     | 55    | + 6 tours          |
| 42   | GTD     | 47 | Cetilar Racing                            | Roberto Lacorte Alessio Rovera          | Ferrari F154CB 3,9 L V8 Turbo      | M     | 55    | + 6 tours          |
| 43   | GTD Pro | 62 | Risi Competizione                         | Davide Rigon Daniel Serra               | Ferrari 488 GT3 2020               | M     | 55    | + 6 tours          |
| 43   | GTD Pro | 62 | Risi Competizione                         | Davide Rigon Daniel Serra               | Ferrari F154CB 3,9 L V8 Turbo      | M     | 55    | + 6 tours          |
| 44   | GTD Pro | 25 | BMW M Team RLL                            | John Edwards Connor De Phillippi        | BMW M4 GT3                         | M     | 55    | + 6 tours          |
| 44   | GTD Pro | 25 | BMW M Team RLL                            | John Edwards Connor De Phillippi        | BMW P58 3,0 L i6 M TwinPower Turbo | M     | 55    | + 6 tours          |
| 45   | GTD     | 19 | TR3 Racing                                | John Megrue Jeff Segal                  | Lamborghini Huracán GT3 Evo        | M     | 55    | + 6 tours          |
| 45   | GTD     | 19 | TR3 Racing                                | John Megrue Jeff Segal                  | Lamborghini 5,2 L V10 Atmo         | M     | 55    | + 6 tours          |
| 46   | GTD Pro | 24 | BMW M Team RLL                            | Nick Yelloly Sheldon van der Linde      | BMW M4 GT3                         | M     | 55    | + 6 tours          |
| 46   | GTD Pro | 24 | BMW M Team RLL                            | Nick Yelloly Sheldon van der Linde      | BMW P58 3,0 L i6 M TwinPower Turbo | M     | 55    | + 6 tours          |
| 47   | GTD     | 99 | Team Hardpoint                            | Stefan Wilson Nick Boulle               | Porsche 911 GT3 R                  | M     | 55    | + 6 tours          |
| 47   | GTD     | 99 | Team Hardpoint                            | Stefan Wilson Nick Boulle               | Porsche 4,0 L Flat-6 Atmo          | M     | 55    | + 6 tours          |
| 48   | GTD     | 34 | GMG Racing                                | Klaus Bachler Kyle Washington           | Porsche 911 GT3 R                  | M     | 55    | + 6 tours          |
| 48   | GTD     | 34 | GMG Racing                                | Klaus Bachler Kyle Washington           | Porsche 4,0 L Flat-6 Atmo          | M     | 55    | + 6 tours          |
| 49   | GTD     | 66 | Gradient Racing                           | Till Bechtolsheimer Kyffin Simpson      | Acura NSX GT3 Evo 22               | M     | 55    | + 6 tours          |
| 49   | GTD     | 66 | Gradient Racing                           | Till Bechtolsheimer Kyffin Simpson      | Acura 3,5 L V6 Turbo               | M     | 55    | + 6 tours          |
| 50   | GTD     | 21 | AF Corse                                  | Luís Pérez Companc Toni Vilander        | Ferrari 488 GT3 2020               | M     | 54    | + 7 tours          |
| 50   | GTD     | 21 | AF Corse                                  | Luís Pérez Companc Toni Vilander        | Ferrari F154CB 3,9 L V8 Turbo      | M     | 54    | + 7 tours          |
| 51   | LMP3    | 33 | Sean Creech Motorsport                    | João Barbosa Lance Willsey              | Ligier JS P320                     | M     | 54    | + 7 tours          |
| 51   | LMP3    | 33 | Sean Creech Motorsport                    | João Barbosa Lance Willsey              | Nissan VK56DE 5,6 L V8 Atmo        | M     | 54    | + 7 tours          |
| 52   | GTD     | 42 | NTe Sport                                 | Benjamín Hites (es) Don Yount           | Lamborghini Huracán GT3 Evo        | M     | 53    | + 8 tours          |
| 52   | GTD     | 42 | NTe Sport                                 | Benjamín Hites (es) Don Yount           | Lamborghini 5,2 L V10 Atmo         | M     | 53    | + 8 tours          |
| 53   | LMP3    | 26 | Mühlner Motorsports America               | Cameron Shields (en) Ugo de Wilde       | Duqueine M30 - D08                 | M     | 53    | + 8 tours          |
| 53   | LMP3    | 26 | Mühlner Motorsports America               | Cameron Shields (en) Ugo de Wilde       | Nissan VK56DE 5,6 L V8 Atmo        | M     | 53    | + 8 tours          |
| Abd. | GTD     | 64 | Team TGM                                  | Ted Giovanis Owen Trinkler              | Porsche 911 GT3 R                  | M     | 45    |                    |
| Abd. | GTD     | 64 | Team TGM                                  | Ted Giovanis Owen Trinkler              | Porsche 4,0 L Flat-6 Atmo          | M     | 45    |                    |
| Abd. | LMP2    | 18 | Era Motorsport                            | Dwight Merriman Paul-Loup Chatin        | Oreca 07                           | M     | 38    | Tête à queue       |
| Abd. | LMP2    | 18 | Era Motorsport                            | Dwight Merriman Paul-Loup Chatin        | Gibson GK428 4,2 L V8 Atmo         | M     | 38    | Tête à queue       |
| Abd. | GTD     | 96 | Turner Motorsport                         | Bill Auberlen Robby Foley               | BMW M4 GT3                         | M     | 28    | Contact            |
| Abd. | GTD     | 96 | Turner Motorsport                         | Bill Auberlen Robby Foley               | BMW P58 3,0 L i6 M TwinPower Turbo | M     | 28    | Contact            |
| Abd. | GTD     | 27 | Heart of Racing Team                      | Roman De Angelis Tom Gamble             | Aston Martin Vantage AMR GT3       | M     | 27    | Contact            |
| Abd. | GTD     | 27 | Heart of Racing Team                      | Roman De Angelis Tom Gamble             | Aston Martin 4,0 L V8 Turbo        | M     | 27    | Contact            |
| Abd. | LMP3    | 38 | Performance Tech Motorsports              | Hikaru Abe Nico Pino                    | Ligier JS P320                     | M     | 22    |                    |
| Abd. | LMP3    | 38 | Performance Tech Motorsports              | Hikaru Abe Nico Pino                    | Nissan VK56DE 5,6 L V8 Atmo        | M     | 22    |                    |
| 59   | GTD     | 71 | T3 Motorsport North America               | Misha Goikhberg Franck Perera           | Lamborghini Huracán GT3 Evo        | M     | 16    | + 45 tours         |
| 59   | GTD     | 71 | T3 Motorsport North America               | Misha Goikhberg Franck Perera           | Lamborghini 5,2 L V10 Atmo         | M     | 16    | + 45 tours         |
| Abd. | LMP3    | 74 | 74 Ranch Resort by Riley Motorsports      | Felipe Fraga Gar Robinson               | Ligier JS P320                     | M     | 5     |                    |
| Abd. | LMP3    | 74 | 74 Ranch Resort by Riley Motorsports      | Felipe Fraga Gar Robinson               | Nissan VK56DE 5,6 L V8 Atmo        | M     | 5     |                    |
| Np.  | LMP3    | 54 | CORE Autosport                            | Jon Bennett (en) George Kurtz           | Ligier JS P320                     | M     |       | Problème mécanique |
| Np.  | LMP3    | 54 | CORE Autosport                            | Jon Bennett (en) George Kurtz           | Nissan VK56DE 5,6 L V8 Atmo        | M     |       | Problème mécanique |

## Course

### Classements intermédiaires
| Pos. | Après la 1re heure | Après la 1re heure                                                                     | Après 6 heures | Après 6 heures | Après 12 heures | Après 12 heures | Après 18 heures | Après 18 heures |
| Pos. | n°                 | Voiture / Pilotes                                                                      | n°             | Voiture / Pilotes | n°              | Voiture / Pilotes | n°              | Voiture / Pilotes |
| ---- | ------------------ | -------------------------------------------------------------------------------------- | -------------- | --- | --------------- | --- | --------------- | --- |
| 1    | 48                 | Ally Cadillac Racing Cadillac DPi-V.R (DPi) Johnson - Kobayashi - López - Rockenfeller | 01             | Cadillac Racing Cadillac DPi-V.R (DPi) Bourdais - Dixon - Palou - van der Zande                                         | 5               | JDC Miller Motorsports Cadillac DPi-V.R (DPi) Duval - Keating - Vautier - Westbrook                                     | 10              | Konica Minolta Acura ARX-05 Acura ARX-05 (DPi) Albuquerque - Rossi- Stevens - Taylor                                    |
| 2    | 5                  | JDC Miller Motorsports Cadillac DPi-V.R (DPi) Duval - Keating - Vautier - Westbrook    | 31             | Whelen Racing Cadillac DPi-V.R (DPi) Conway - Derani - Nunez                                                            | 60              | Meyer Shank Racing avec Curb Agajanian Performance Group Acura ARX-05 (DPi) Blomqvist - Castroneves - Jarvis - Pagenaud | 60              | Meyer Shank Racing avec Curb Agajanian Performance Group Acura ARX-05 (DPi) Blomqvist - Castroneves - Jarvis - Pagenaud |
| 3    | 01                 | Cadillac Racing Cadillac DPi-V.R (DPi) Bourdais - Dixon - Palou - van der Zande        | 5              | JDC Miller Motorsports Cadillac DPi-V.R (DPi) Duval - Keating - Vautier - Westbrook                                     | 48              | Ally Cadillac Racing Cadillac DPi-V.R (DPi) Johnson - Kobayashi - López - Rockenfeller                                  | 31              | Whelen Racing Cadillac DPi-V.R (DPi) Conway - Derani - Nunez                                                            |
| 4    | 10                 | Konica Minolta Acura ARX-05 Acura ARX-05 (DPi) Albuquerque - Rossi- Stevens - Taylor   | 02             | Cadillac Racing Cadillac DPi-V.R (DPi) Bamber - Ericsson - Lynn - Magnussen                                             | 10              | Konica Minolta Acura ARX-05 Acura ARX-05 (DPi) Albuquerque - Rossi- Stevens - Taylor                                    | 5               | JDC Miller Motorsports Cadillac DPi-V.R (DPi) Duval - Keating - Vautier - Westbrook                                     |
| 5    | 31                 | Whelen Racing Cadillac DPi-V.R (DPi) Conway - Derani - Nunez                           | 60             | Meyer Shank Racing avec Curb Agajanian Performance Group Acura ARX-05 (DPi) Blomqvist - Castroneves - Jarvis - Pagenaud | 01              | Cadillac Racing Cadillac DPi-V.R (DPi) Bourdais - Dixon - Palou - van der Zande                                         | 8               | Tower Motorsport Oreca 07 (LMP2) Andrade - Delétraz - Farano - Habsburg                                                 |

### Classement de la course
Voici le classement officiel au terme de la course.
- Les vainqueurs de chaque catégorie sont signalés par un fond jauni ;
- Pour la colonne Pneus, il faut passer le curseur au-dessus du modèle pour connaître le manufacturier de pneumatiques ;

| Pos     | Classe  | no | Écurie                                    | Pilotes                                                              | Châssis                                 | Pneus | Tours | Temps                                    |
| ------- | ------- | -- | ----------------------------------------- | -------------------------------------------------------------------- | --------------------------------------- | ----- | ----- | ---------------------------------------- |
| Pos     | Classe  | no | Écurie                                    | Pilotes                                                              | Moteur                                  | Pneus | Tours | Temps                                    |
| 1       | DPi     | 60 | Meyer Shank Racing avec Curb Agajanian    | Tom Blomqvist Hélio Castroneves Oliver Jarvis Simon Pagenaud         | Acura ARX-05                            | M     | 761   | 24 h 00 min 23 s 026                     |
| 1       | DPi     | 60 | Meyer Shank Racing avec Curb Agajanian    | Tom Blomqvist Hélio Castroneves Oliver Jarvis Simon Pagenaud         | Acura AR35TT 3,5 L V6 Turbo             | M     | 761   | 24 h 00 min 23 s 026                     |
| 2       | DPi     | 10 | Konica Minolta Acura                      | Filipe Albuquerque Alexander Rossi Will Stevens Ricky Taylor         | Acura ARX-05                            | M     | 761   | + 3 s 028                                |
| 2       | DPi     | 10 | Konica Minolta Acura                      | Filipe Albuquerque Alexander Rossi Will Stevens Ricky Taylor         | Acura AR35TT 3,5 L V6 Turbo             | M     | 761   | + 3 s 028                                |
| 3       | DPi     | 5  | JDC Miller Motorsports                    | Loïc Duval Ben Keating Tristan Vautier Richard Westbrook             | Cadillac DPi-V.R                        | M     | 761   | + 4 s 420                                |
| 3       | DPi     | 5  | JDC Miller Motorsports                    | Loïc Duval Ben Keating Tristan Vautier Richard Westbrook             | Cadillac 5,5 L V8 Atmo                  | M     | 761   | + 4 s 420                                |
| 4       | DPi     | 31 | Whelen Engineering Racing                 | Mike Conway Pipo Derani Tristan Nunez                                | Cadillac DPi-V.R                        | M     | 761   | + 5 s 615                                |
| 4       | DPi     | 31 | Whelen Engineering Racing                 | Mike Conway Pipo Derani Tristan Nunez                                | Cadillac 5,5 L V8 Atmo                  | M     | 761   | + 5 s 615                                |
| 5       | LMP2    | 81 | DragonSpeed USA                           | Devlin DeFrancesco Colton Herta Eric Lux Pato O'Ward                 | Oreca 07                                | M     | 751   | + 10 tours                               |
| 5       | LMP2    | 81 | DragonSpeed USA                           | Devlin DeFrancesco Colton Herta Eric Lux Pato O'Ward                 | Gibson GK428 4,2 L V8 Atmo              | M     | 751   | + 10 tours                               |
| 6       | LMP2    | 29 | Racing Team Nederland                     | Frits van Eerd Giedo van der Garde Dylan Murry Rinus VeeKay          | Oreca 07                                | M     | 751   | + 10 tours                               |
| 6       | LMP2    | 29 | Racing Team Nederland                     | Frits van Eerd Giedo van der Garde Dylan Murry Rinus VeeKay          | Gibson GK428 4,2 L V8 Atmo              | M     | 751   | + 10 tours                               |
| 7       | LMP2    | 8  | Tower Motorsport                          | Rui Andrade Louis Delétraz John Farano Ferdinand Habsburg            | Oreca 07                                | M     | 751   | + 10 tours                               |
| 7       | LMP2    | 8  | Tower Motorsport                          | Rui Andrade Louis Delétraz John Farano Ferdinand Habsburg            | Gibson GK428 4,2 L V8 Atmo              | M     | 751   | + 10 tours                               |
| 8       | LMP2    | 52 | PR1/Mathiasen Motorsports                 | Scott Huffaker Mikkel Jensen Ben Keating Nicolas Lapierre            | Oreca 07                                | M     | 751   | + 10 tours                               |
| 8       | LMP2    | 52 | PR1/Mathiasen Motorsports                 | Scott Huffaker Mikkel Jensen Ben Keating Nicolas Lapierre            | Gibson GK428 4,2 L V8 Atmo              | M     | 751   | + 10 tours                               |
| 9       | LMP2    | 68 | G-Drive Racing par APR                    | François Hériau Ed Jones Oliver Rasmussen René Rast                  | Oreca 07                                | M     | 744   | + 17 tours                               |
| 9       | LMP2    | 68 | G-Drive Racing par APR                    | François Hériau Ed Jones Oliver Rasmussen René Rast                  | Gibson GK428 4,2 L V8 Atmo              | M     | 744   | + 17 tours                               |
| 10      | LMP2    | 22 | United Autosports                         | Phil Hanson James McGuire Will Owen Guy Smith                        | Oreca 07                                | M     | 740   | + 21 tours                               |
| 10      | LMP2    | 22 | United Autosports                         | Phil Hanson James McGuire Will Owen Guy Smith                        | Gibson GK428 4,2 L V8 Atmo              | M     | 740   | + 21 tours                               |
| 11      | DPi     | 48 | Ally Cadillac Racing                      | Jimmie Johnson Kamui Kobayashi José María López Mike Rockenfeller    | Cadillac DPi-V.R                        | M     | 739   | + 22 tours                               |
| 11      | DPi     | 48 | Ally Cadillac Racing                      | Jimmie Johnson Kamui Kobayashi José María López Mike Rockenfeller    | Cadillac 5,5 L V8 Atmo                  | M     | 739   | + 22 tours                               |
| 12      | DPi     | 02 | Cadillac Racing                           | Earl Bamber Marcus Ericsson Alex Lynn Kevin Magnussen                | Cadillac DPi-V.R                        | M     | 734   | + 27 tours                               |
| 12      | DPi     | 02 | Cadillac Racing                           | Earl Bamber Marcus Ericsson Alex Lynn Kevin Magnussen                | Cadillac 5,5 L V8 Atmo                  | M     | 734   | + 27 tours                               |
| 13      | LMP3    | 74 | Riley Motorsports                         | Kay van Berlo Michael Cooper (en) Felipe Fraga Gar Robinson          | Ligier JS P320                          | M     | 723   | + 38 tours                               |
| 13      | LMP3    | 74 | Riley Motorsports                         | Kay van Berlo Michael Cooper (en) Felipe Fraga Gar Robinson          | Nissan VK56DE 5,6 L V8 Atmo             | M     | 723   | + 38 tours                               |
| 14      | DPi     | 01 | Cadillac Racing                           | Sébastien Bourdais Scott Dixon Álex Palou Renger van der Zande       | Cadillac DPi-V.R                        | M     | 722   | + 39 tours                               |
| 14      | DPi     | 01 | Cadillac Racing                           | Sébastien Bourdais Scott Dixon Álex Palou Renger van der Zande       | Cadillac 5,5 L V8 Atmo                  | M     | 722   | + 39 tours                               |
| 15      | LMP3    | 33 | Sean Creech Motorsport                    | João Barbosa Malthe Jakobsen Sebastian Priaulx Lance Willsey         | Ligier JS P320                          | M     | 722   | + 39 tours                               |
| 15      | LMP3    | 33 | Sean Creech Motorsport                    | João Barbosa Malthe Jakobsen Sebastian Priaulx Lance Willsey         | Nissan VK56DE 5,6 L V8 Atmo             | M     | 722   | + 39 tours                               |
| 16      | LMP3    | 54 | CORE Autosport                            | Jon Bennett (en) Colin Braun Niclas Jönsson George Kurtz             | Ligier JS P320                          | M     | 721   | + 40 tours                               |
| 16      | LMP3    | 54 | CORE Autosport                            | Jon Bennett (en) Colin Braun Niclas Jönsson George Kurtz             | Nissan VK56DE 5,6 L V8 Atmo             | M     | 721   | + 40 tours                               |
| 17      | LMP3    | 36 | Andretti Autosport                        | Jarett Andretti (en) Josh Burdon (en) Gabby Chaves Rasmus Lindh (en) | Ligier JS P320                          | M     | 719   | + 42 tours                               |
| 17      | LMP3    | 36 | Andretti Autosport                        | Jarett Andretti (en) Josh Burdon (en) Gabby Chaves Rasmus Lindh (en) | Nissan VK56DE 5,6 L V8 Atmo             | M     | 719   | + 42 tours                               |
| 18      | GTD Pro | 9  | Pfaff Motorsports                         | Matt Campbell Mathieu Jaminet Felipe Nasr                            | Porsche 911 GT3 R                       | M     | 711   | + 50 tours                               |
| 18      | GTD Pro | 9  | Pfaff Motorsports                         | Matt Campbell Mathieu Jaminet Felipe Nasr                            | Porsche MA1.76/MDG.G 4,0 L Flat-6 Atmo  | M     | 711   | + 50 tours                               |
| 19      | GTD Pro | 62 | Risi Competizione                         | James Calado Alessandro Pier Guidi Davide Rigon Daniel Serra         | Ferrari 488 GT3 2020                    | M     | 711   | + 50 tours                               |
| 19      | GTD Pro | 62 | Risi Competizione                         | James Calado Alessandro Pier Guidi Davide Rigon Daniel Serra         | Ferrari F154CB 3,9 L V8 Turbo           | M     | 711   | + 50 tours                               |
| 20      | GTD Pro | 2  | KCMG                                      | Alexandre Imperatori Dennis Olsen Patrick Pilet Laurens Vanthoor     | Porsche 911 GT3 R                       | M     | 711   | + 50 tours                               |
| 20      | GTD Pro | 2  | KCMG                                      | Alexandre Imperatori Dennis Olsen Patrick Pilet Laurens Vanthoor     | Porsche MA1.76/MDG.G 4,0 L Flat-6 Atmo  | M     | 711   | + 50 tours                               |
| 21      | GTD Pro | 14 | Vasser-Sullivan Racing                    | Ben Barnicoat Jack Hawksworth Kyle Kirkwood                          | Lexus RC F GT3                          | M     | 711   | + 50 tours                               |
| 21      | GTD Pro | 14 | Vasser-Sullivan Racing                    | Ben Barnicoat Jack Hawksworth Kyle Kirkwood                          | Toyota 2UR 5,0 L V8 Atmo                | M     | 711   | + 50 tours                               |
| 22      | GTD Pro | 15 | Proton USA                                | Patrick Assenheimer (de) Austin Cindric Dirk Müller                  | Mercedes-AMG GT3 Evo                    | M     | 709   | + 52 tours                               |
| 22      | GTD Pro | 15 | Proton USA                                | Patrick Assenheimer (de) Austin Cindric Dirk Müller                  | Mercedes-Benz M159 6,2 L V8 Atmo        | M     | 709   | + 52 tours                               |
| 23      | GTD     | 16 | Wright Motorsports                        | Ryan Hardwick Jan Heylen Richard Lietz Zacharie Robichon             | Porsche 911 GT3 R                       | M     | 707   | + 54 tours                               |
| 23      | GTD     | 16 | Wright Motorsports                        | Ryan Hardwick Jan Heylen Richard Lietz Zacharie Robichon             | Porsche MA1.76/MDG.G 4,0 L Flat-6 Atmo  | M     | 707   | + 54 tours                               |
| 24      | GTD     | 44 | Magnus Racing                             | Jonathan Adam Andy Lally John Potter Spencer Pumpelly                | Aston Martin Vantage AMR GT3            | M     | 707   | + 54 tours                               |
| 24      | GTD     | 44 | Magnus Racing                             | Jonathan Adam Andy Lally John Potter Spencer Pumpelly                | Aston Martin 4,0 L V8 Turbo             | M     | 707   | + 54 tours                               |
| 25      | GTD     | 32 | Gilbert / Korthoff Motorsports            | Scott Andrews James Davison Stevan McAleer Mike Skeen (en)           | Mercedes-AMG GT3 Evo                    | M     | 707   | + 54 tours                               |
| 25      | GTD     | 32 | Gilbert / Korthoff Motorsports            | Scott Andrews James Davison Stevan McAleer Mike Skeen (en)           | Mercedes-Benz M159 6,2 L V8 Atmo        | M     | 707   | + 54 tours                               |
| 26      | GTD     | 21 | AF Corse                                  | Luís Pérez Companc Simon Mann Nicklas Nielsen Toni Vilander          | Ferrari 488 GT3 2020                    | M     | 707   | + 54 tours                               |
| 26      | GTD     | 21 | AF Corse                                  | Luís Pérez Companc Simon Mann Nicklas Nielsen Toni Vilander          | Ferrari F154CB 3,9 L V8 Turbo           | M     | 707   | + 54 tours                               |
| 27      | GTD     | 70 | Inception Racing                          | Brendan Iribe Ollie Millroy Jordan Pepper Frederik Schandorff        | McLaren 720S GT3                        | M     | 705   | + 56 tours                               |
| 27      | GTD     | 70 | Inception Racing                          | Brendan Iribe Ollie Millroy Jordan Pepper Frederik Schandorff        | McLaren M840T 4,0 l V8 Bi-Turbo         | M     | 705   | + 56 tours                               |
| 28      | GTD     | 57 | Winward Racing                            | Lucas Auer Philip Ellis Mikaël Grenier Russell Ward (en)             | Mercedes-AMG GT3 Evo                    | M     | 699   | + 62 tours                               |
| 28      | GTD     | 57 | Winward Racing                            | Lucas Auer Philip Ellis Mikaël Grenier Russell Ward (en)             | Mercedes-Benz M159 6,2 L V8 Atmo        | M     | 699   | + 62 tours                               |
| 29      | GTD Pro | 3  | Corvette Racing                           | Nicky Catsburg Antonio García Jordan Taylor                          | Chevrolet Corvette C8.R GTD             | M     | 698   | + 63 tours                               |
| 29      | GTD Pro | 3  | Corvette Racing                           | Nicky Catsburg Antonio García Jordan Taylor                          | Chevrolet 5,5 L V8 Atmo                 | M     | 698   | + 63 tours                               |
| 30      | GTD Pro | 25 | BMW Team RLL                              | John Edwards Augusto Farfus Jesse Krohn Connor De Phillippi          | BMW M4 GT3                              | M     | 698   | + 63 tours                               |
| 30      | GTD Pro | 25 | BMW Team RLL                              | John Edwards Augusto Farfus Jesse Krohn Connor De Phillippi          | BMW S58B30T0 3,0 L i6 M TwinPower Turbo | M     | 698   | + 63 tours                               |
| 31      | GTD     | 64 | Team TGM                                  | Ted Giovanis Hugh Plumb Matt Plumb (en) Owen Trinkler                | Porsche 911 GT3 R                       | M     | 697   | + 64 tours                               |
| 31      | GTD     | 64 | Team TGM                                  | Ted Giovanis Hugh Plumb Matt Plumb (en) Owen Trinkler                | Porsche MA1.76/MDG.G 4,0 L Flat-6 Atmo  | M     | 697   | + 64 tours                               |
| 32      | LMP3    | 13 | AWA                                       | Matthew Bell Orey Fidani Lars Kern Kuno Wittmer (en)                 | Duqueine M30 - D08                      | M     | 695   | + 66 tours                               |
| 32      | LMP3    | 13 | AWA                                       | Matthew Bell Orey Fidani Lars Kern Kuno Wittmer (en)                 | Nissan VK56DE 5,6 L V8 Atmo             | M     | 695   | + 66 tours                               |
| 33      | GTD     | 71 | T3 Motorsport North America               | Misha Goikhberg Mateo Llarena Maximilian Paul Franck Perera          | Lamborghini Huracán GT3 Evo             | M     | 692   | + 69 tours                               |
| 33      | GTD     | 71 | T3 Motorsport North America               | Misha Goikhberg Mateo Llarena Maximilian Paul Franck Perera          | Lamborghini 5,2 L V10 Atmo              | M     | 692   | + 69 tours                               |
| 34      | GTD     | 27 | Heart of Racing Team                      | Roman De Angelis (en) Tom Gamble Ian James Darren Turner             | Aston Martin Vantage AMR GT3            | M     | 688   | + 73 tours                               |
| 34      | GTD     | 27 | Heart of Racing Team                      | Roman De Angelis (en) Tom Gamble Ian James Darren Turner             | Aston Martin 4,0 L V8 Turbo             | M     | 688   | + 73 tours                               |
| 35      | LMP3    | 26 | Mühlner Motorsports America               | Charles Crews Cameron Shields (en) Nolan Siegel (en) Ugo de Wilde    | Duqueine M30 - D08                      | M     | 681   | + 80 tours                               |
| 35      | LMP3    | 26 | Mühlner Motorsports America               | Charles Crews Cameron Shields (en) Nolan Siegel (en) Ugo de Wilde    | Nissan VK56DE 5,6 L V8 Atmo             | M     | 681   | + 80 tours                               |
| 36      | GTD Pro | 79 | WeatherTech Racing                        | Julien Andlauer Matteo Cairoli Cooper MacNeil Alessio Picariello     | Porsche 911 GT3 R                       | M     | 673   | + 88 tours                               |
| 36      | GTD Pro | 79 | WeatherTech Racing                        | Julien Andlauer Matteo Cairoli Cooper MacNeil Alessio Picariello     | Porsche MA1.76/MDG.G 4,0 L Flat-6 Atmo  | M     | 673   | + 88 tours                               |
| 37      | GTD     | 99 | Team Hardpoint                            | Nick Boulle Rob Ferriol Katherine Legge Stefan Wilson                | Porsche 911 GT3 R                       | M     | 672   | + 89 tours                               |
| 37      | GTD     | 99 | Team Hardpoint                            | Nick Boulle Rob Ferriol Katherine Legge Stefan Wilson                | Porsche MA1.76/MDG.G 4,0 L Flat-6 Atmo  | M     | 672   | + 89 tours                               |
| 38 Abd. | GTD     | 19 | TR3 Racing                                | Giacomo Altoè (en) John Megrue Jeff Segal Bill Sweedler (de)         | Lamborghini Huracán GT3 Evo             | M     | 669   | Mécanique                                |
| 38 Abd. | GTD     | 19 | TR3 Racing                                | Giacomo Altoè (en) John Megrue Jeff Segal Bill Sweedler (de)         | Lamborghini 5,2 L V10 Atmo              | M     | 669   | Mécanique                                |
| 39      | GTD     | 98 | Northwest AMR                             | Charlie Eastwood Paul Dalla Lana David Pittard Nicki Thiim           | Aston Martin Vantage AMR GT3            | M     | 667   | + 94 tours                               |
| 39      | GTD     | 98 | Northwest AMR                             | Charlie Eastwood Paul Dalla Lana David Pittard Nicki Thiim           | Aston Martin 4,0 L V8 Turbo             | M     | 667   | + 94 tours                               |
| 40      | GTD Pro | 24 | BMW Team RLL                              | Philipp Eng Sheldon van der Linde Marco Wittmann Nick Yelloly        | BMW M4 GT3                              | M     | 665   | + 96 tours                               |
| 40      | GTD Pro | 24 | BMW Team RLL                              | Philipp Eng Sheldon van der Linde Marco Wittmann Nick Yelloly        | BMW S58B30T0 3,0 L i6 M TwinPower Turbo | M     | 665   | + 96 tours                               |
| 41 Abd. | LMP2    | 11 | PR1/Mathiasen Motorsports                 | Jonathan Bomarito Josh Pierson Steven Thomas Harry Tincknell         | Oreca 07                                | M     | 663   | Mécanique                                |
| 41 Abd. | LMP2    | 11 | PR1/Mathiasen Motorsports                 | Jonathan Bomarito Josh Pierson Steven Thomas Harry Tincknell         | Gibson GK428 4,2 L V8 Atmo              | M     | 663   | Mécanique                                |
| 42      | GTD     | 66 | Gradient Racing                           | Till Bechtolsheimer Mario Farnbacher Marc Miller (en) Kyffin Simpson | Acura NSX GT3 Evo 22                    | M     | 659   | + 102 tours                              |
| 42      | GTD     | 66 | Gradient Racing                           | Till Bechtolsheimer Mario Farnbacher Marc Miller (en) Kyffin Simpson | Acura 3,5 L V6 Turbo                    | M     | 659   | + 102 tours                              |
| 43      | GTD     | 47 | Cetilar Racing                            | Antonio Fuoco Roberto Lacorte Alessio Rovera Giorgio Sernagiotto     | Ferrari 488 GT3 2020                    | M     | 652   | + 109 tours                              |
| 43      | GTD     | 47 | Cetilar Racing                            | Antonio Fuoco Roberto Lacorte Alessio Rovera Giorgio Sernagiotto     | Ferrari F154CB 3,9 L V8 Turbo           | M     | 652   | + 109 tours                              |
| 44      | GTD     | 12 | Vasser-Sullivan Racing                    | Townsend Bell Richard Heistand (de) Frankie Montecalvo Aaron Telitz  | Lexus RC F GT3                          | M     | 634   | + 127 tours                              |
| 44      | GTD     | 12 | Vasser-Sullivan Racing                    | Townsend Bell Richard Heistand (de) Frankie Montecalvo Aaron Telitz  | Toyota 2UR 5,0 L V8 Atmo                | M     | 634   | + 127 tours                              |
| 45      | GTD Pro | 4  | Corvette Racing                           | Tommy Milner Marco Sørensen Nick Tandy                               | Chevrolet Corvette C8.R GTD             | M     | 626   | + 135 tours                              |
| 45      | GTD Pro | 4  | Corvette Racing                           | Tommy Milner Marco Sørensen Nick Tandy                               | Chevrolet 5,5 L V8 Atmo                 | M     | 626   | + 135 tours                              |
| 46 Abd. | LMP3    | 38 | Performance Tech Motorsports              | Hikaru Abe Garett Grist Daniel Goldburg Nico Pino                    | Ligier JS P320                          | M     | 588   | Drivetrain                               |
| 46 Abd. | LMP3    | 38 | Performance Tech Motorsports              | Hikaru Abe Garett Grist Daniel Goldburg Nico Pino                    | Nissan VK56DE 5,6 L V8 Atmo             | M     | 588   | Drivetrain                               |
| 47 Abd. | LMP2    | 69 | G-Drive Racing par APR                    | James Allen John Falb Luca Ghiotto Tijmen van der Helm               | Oreca 07                                | M     | 556   | Embrayage                                |
| 47 Abd. | LMP2    | 69 | G-Drive Racing par APR                    | James Allen John Falb Luca Ghiotto Tijmen van der Helm               | Gibson GK428 4,2 L V8 Atmo              | M     | 556   | Embrayage                                |
| 48 Abd. | GTD     | 42 | NTe Sport                                 | Jaden Conwright Benjamín Hites (es) Markus Palttala Don Yount        | Lamborghini Huracán GT3 Evo             | M     | 524   | Endommagement à la suite d'une crevaison |
| 48 Abd. | GTD     | 42 | NTe Sport                                 | Jaden Conwright Benjamín Hites (es) Markus Palttala Don Yount        | Lamborghini 5,2 L V10 Atmo              | M     | 524   | Endommagement à la suite d'une crevaison |
| 49 Abd. | GTD Pro | 97 | WeatherTech Racing                        | Maro Engel Jules Gounon Daniel Juncadella Cooper MacNeil             | Mercedes-AMG GT3 Evo                    | M     | 487   | Moteur                                   |
| 49 Abd. | GTD Pro | 97 | WeatherTech Racing                        | Maro Engel Jules Gounon Daniel Juncadella Cooper MacNeil             | Mercedes-Benz M159 6,2 L V8 Atmo        | M     | 487   | Moteur                                   |
| 50 Abd. | LMP3    | 7  | Forty7 Motorsports                        | Antoine Doquin Trenton Estep (en) Mark Kvamme Austin McCusker        | Duqueine M30 - D08                      | M     | 425   | Feu                                      |
| 50 Abd. | LMP3    | 7  | Forty7 Motorsports                        | Antoine Doquin Trenton Estep (en) Mark Kvamme Austin McCusker        | Nissan VK56DE 5,6 L V8 Atmo             | M     | 425   | Feu                                      |
| 51 Abd. | GTD Pro | 63 | TR3 Racing                                | Mirko Bortolotti Andrea Caldarelli Rolf Ineichen Marco Mapelli (en)  | Lamborghini Huracán GT3 Evo             | M     | 400   | Endommagement à la suite d'un accident   |
| 51 Abd. | GTD Pro | 63 | TR3 Racing                                | Mirko Bortolotti Andrea Caldarelli Rolf Ineichen Marco Mapelli (en)  | Lamborghini 5,2 L V10 Atmo              | M     | 400   | Endommagement à la suite d'un accident   |
| 52 Abd. | LMP3    | 6  | Mühlner Motorsports America               | Efrin Castro Mortiz Kranz Joel Miller Ayrton Ori                     | Duqueine M30 - D08                      | M     | 363   | Endommagement à la suite d'un accident   |
| 52 Abd. | LMP3    | 6  | Mühlner Motorsports America               | Efrin Castro Mortiz Kranz Joel Miller Ayrton Ori                     | Nissan VK56DE 5,6 L V8 Atmo             | M     | 363   | Endommagement à la suite d'un accident   |
| 53 Abd. | GTD     | 39 | CarBahn Motorsports avec Peregrine Racing | Corey Lewis Robert Megennis Sandy Mitchell (en) Jeff Westphal        | Lamborghini Huracán GT3 Evo             | M     | 349   | Endommagement à la suite d'un contact    |
| 53 Abd. | GTD     | 39 | CarBahn Motorsports avec Peregrine Racing | Corey Lewis Robert Megennis Sandy Mitchell (en) Jeff Westphal        | Lamborghini 5,2 L V10 Atmo              | M     | 349   | Endommagement à la suite d'un contact    |
| 54 Abd. | LMP2    | 20 | High Class Racing                         | Dennis Andersen Anders Fjordbach Nico Müller Fabio Scherer           | Oreca 07                                | M     | 345   | Endommagement à la suite d'un accident   |
| 54 Abd. | LMP2    | 20 | High Class Racing                         | Dennis Andersen Anders Fjordbach Nico Müller Fabio Scherer           | Gibson GK428 4,2 L V8 Atmo              | M     | 345   | Endommagement à la suite d'un accident   |
| 55 Abd. | LMP2    | 18 | Era Motorsport                            | Paul-Loup Chatin Ryan Dalziel Dwight Merriman Kyle Tilley            | Oreca 07                                | M     | 718   | Boite de vitesses                        |
| 55 Abd. | LMP2    | 18 | Era Motorsport                            | Paul-Loup Chatin Ryan Dalziel Dwight Merriman Kyle Tilley            | Gibson GK428 4,2 L V8 Atmo              | M     | 718   | Boite de vitesses                        |
| 56 Abd. | GTD     | 96 | Turner Motorsport                         | Bill Auberlen Michael Dinan Robby Foley Jens Klingmann               | BMW M4 GT3                              | M     | 280   | Endommagement du diffuseur               |
| 56 Abd. | GTD     | 96 | Turner Motorsport                         | Bill Auberlen Michael Dinan Robby Foley Jens Klingmann               | BMW S58B30T0 3,0 L i6 M TwinPower Turbo | M     | 280   | Endommagement du diffuseur               |
| 57 Abd. | GTD     | 59 | Crucial Motorsports                       | Lance Bergstein Patrick Gallagher (en) Paul Holton Jon Miller        | McLaren 720S GT3                        | M     | 263   | Fuite d'huile                            |
| 57 Abd. | GTD     | 59 | Crucial Motorsports                       | Lance Bergstein Patrick Gallagher (en) Paul Holton Jon Miller        | McLaren M840T 4,0 l V8 Bi-Turbo         | M     | 263   | Fuite d'huile                            |
| 58 Abd. | GTD     | 28 | Alegra Motorsports                        | Maximilian Götz Linus Lundqvist Daniel Morad Michael de Quesada      | Mercedes-AMG GT3 Evo                    | M     | 181   | Alternateurr                             |
| 58 Abd. | GTD     | 28 | Alegra Motorsports                        | Maximilian Götz Linus Lundqvist Daniel Morad Michael de Quesada      | Mercedes-Benz M159 6,2 L V8 Atmo        | M     | 181   | Alternateurr                             |
| 59 Abd. | GTD Pro | 23 | Heart of Racing Team                      | Ross Gunn Maxime Martin Alex Riberas                                 | Aston Martin Vantage AMR GT3            | M     | 103   | Accident                                 |
| 59 Abd. | GTD Pro | 23 | Heart of Racing Team                      | Ross Gunn Maxime Martin Alex Riberas                                 | Aston Martin 4,0 L V8 Turbo             | M     | 103   | Accident                                 |
| 60 Abd. | GTD     | 75 | SunEnergy1 Racing                         | Kenny Habul Raffaele Marciello Fabian Schiller (en) Luca Stolz (en)  | Mercedes-AMG GT3 Evo                    | M     | 101   | Accident                                 |
| 60 Abd. | GTD     | 75 | SunEnergy1 Racing                         | Kenny Habul Raffaele Marciello Fabian Schiller (en) Luca Stolz (en)  | Mercedes-Benz M159 6,2 L V8 Atmo        | M     | 101   | Accident                                 |
| 61 Abd. | GTD     | 34 | GMG Racing                                | Klaus Bachler Jeroen Bleekemolen James Sofronas (en) Kyle Washington | Porsche 911 GT3 R                       | M     | 88    | Accident                                 |
| 61 Abd. | GTD     | 34 | GMG Racing                                | Klaus Bachler Jeroen Bleekemolen James Sofronas (en) Kyle Washington | Porsche MA1.76/MDG.G 4,0 L Flat-6 Atmo  | M     | 88    | Accident                                 |

- [1 2] L'Oreca 07 n° 18 de l'écurie Era Motorsport a été rétrogradée à l'issue de la course car le pilote anglais Kyle Tilley n'avait pas respecté le temps minimim de conduite durant la course[10]

## Pole position et record du tour
- Pole position :  Tristan Vautier (#5 JDC Miller Motorsports) en 1 min 34 s 034
- Meilleur tour en course :  Álex Palou (#01 Cadillac Racing) en 1 min 33 s 724

## Tours en tête
- no 5 Cadillac DPi-V.R - JDC Miller Motorsports : 106 tours (1-7 / 257-258 / 288-290 / 357-364 / 366-371 / 396-406 / 471-484 / 610-622 / 647-648 / 654-670 / 676-691 / 698-704)
- no 48 Cadillac DPi-V.R - Ally Cadillac : 80 tours (8-18 / 21-53 / 56-74 / 203 / 237-252)
- no 01 Cadillac DPi-V.R - Cadillac Racing : 122 tours (19-20 / 78-95 / 119-195 / 204-211 / 315-316 / 381-395)
- no 60 Acura ARX-05 - Meyer Shank Racing : 181 tours (54-55 / 75-77 / 97-100 / 109 / 296-314 / 336-350 / 365 / 372-380 / 418-419 / 440 / 462-463 / 485-489 / 507-544 / 564-588 / 608-609 / 630-631 / 652-653 / 674-675 / 696-697 / 715-726 / 730-761)
- no 10 Acura ARX-05 - Konica Minolta Acura : 93 tours (96 / 101-108 / 110-118 / 281-287 / 291-295 / 317-323 / 351-356 / 407-410 / 460 / 545-563 / 605-607 / 627-629 / 649-651 / 671-673 / 692-695 / 705-714)
- no 02 Cadillac DPi-V.R - Cadillac Racing : 91 tours (196-202 / 212-236 / 253-256 / 259-280 / 411-417 / 420-439 / 441-445 / 461)
- no 31 Cadillac DPi-V.R - Whelen Engineering Racing : 88 tours (324-335 / 446-459 / 464-470 / 490-506 / 589-604 / 623-626 / 632-646 / 727-729)[11]

## À noter
- Longueur du circuit : 3,56 miles (5,728 km)
- Distance parcourue par les vainqueurs : 2 705,69 miles (4 354,38 km)